# Zeche Vereinigte Wasserschneppe
Die Zeche Vereinigte Wasserschneppe ist ein ehemaliges Steinkohlenbergwerk in Essen-Heisingen. Die Zeche Vereinigte Wasserschneppe ist durch die Konsolidation mehrerer eigenständiger Bergwerke entstanden. Das Bergwerk gehörte zu den Gründungsmitgliedern des Vereins für Bergbauliche Interessen.

## Geschichte

### Die Anfänge
Im Jahr 1815 konsolidierte die Zeche Wasserschneppe mit den Zechen Spiekbank und St. Maria von Gutenrath Erbstollen zur Zeche Vereinigte Wasserschneppe. Am 20. März desselben Jahres wurde mit den Teufarbeiten für den seigeren Schacht Jacob begonnen. Der Schacht wurde südlich vom Bahnhof Heisingen an der heutigen Straße Schacht Jacob angesetzt. Noch im selben Jahr wurde ein Längenfeld mit dem Namen Franz erworben. Im Jahr 1818 wurde eine Wasserhaltungsdampfmaschine durch Franz Dinnendahl installiert. Die Maschine war zuvor von der Zeche Vollmond erworben worden. Des Weiteren wurde die Berechtsame Gott hat uns wohlgemacht erworben. Im darauffolgenden Jahr wurde der Betrieb im Tiefbau begonnen. Es waren zwei Sohlen vorhanden, die 1. Sohle war bei einer Teufe von 39 Metern (+19 m NN) und die 2. Sohle war bei einer Teufe von 59 Metern (−1 m NN) angesetzt, der Schacht war mit einem Göpel für die Schachtförderung ausgerüstet. Das Bergwerk hatte keinen Eisenbahnanschluss. Die geförderten Kohlen wurden Übertage bis zur Ruhr transportiert und dort mit dem Schiff bis nach Essen-Kupferdreh. Im Juni des Jahres 1820 hatte das Bergwerk erste Absatzschwierigkeiten. Da die Gewerken bereits seit mehreren Jahren Zubußen zahlen mussten, waren sie zu drastischen Maßnahmen gezwungen. Im Jahr 1821 wurde das Bergwerk stillgelegt.

### Die weiteren Jahre
Im Jahr 1830 wurde die Wasserhaltungsdampfmaschine an die Zeche Wohlgemuth verkauft. Im Jahr 1839 wurde die Zeche Collenbuscherbank erworben. Am 18. Mai des Jahres 1847 wurden die Längenfelder Wasserschneppe I und Wasserschneppe II als Beilehn verliehen. Im Jahr 1848 wurde das Bergwerk erneut in Betrieb genommen. Im selben Jahr wurden am Königssiepen die Tagesanlagen errichtet. Heute befindet sich vor dem Gelände das Haus Heisingen. Im darauffolgenden Jahr wurde mit den Teufarbeiten für den seigeren Schacht Franz begonnen. Der Schacht wurde westlich der heutigen Kampmannsbrücke südwestlich von Haus Heisingen angesetzt. Der Schacht lag somit etwa 1000 Meter nordöstlich von Schacht Jacob. Im Jahr 1852 wurde am Schacht Franz eine Wasserhaltung in Betrieb genommen und mit der Förderung begonnen. Die für die Wasserhaltung verwendete Maschine war eine kombinierte Wasserhaltungs- und Fördermaschine mit einer Leistung von 100 PS. Abgebaut wurde unterhalb der Stollensohle in einer Teufe von 14 ½ Lachtern. Der Abbaubereich befand sich in einem mit 77 Gon einfallenden Muldenflügel. Die Fördersohle, spätere Wettersohle, befand sich in einer Teufe von 73 Metern (+10 m NN). Im Jahr 1853 kam es im Schacht Franz zu starken Wasserzuflüssen. Aus diesem Grund planten die Gewerken, die oberen Wasserzuflüsse abdämmen zu lassen und den Kunstschacht tiefer zu teufen. Außerdem sollte eine zweite Wasserhaltungsmaschine (Dampfkunst) installiert werden. Diese zweite Maschine sollte eine Leistung von 100 bis 120 PS haben. Das Bergwerk gehörte zu diesem Zeitpunkt zum Bergrevier Bredeney.
Im Jahr 1856 wurde im Schacht Franz bei einer Teufe von 122 Metern (−39 m NN) die 1. Tiefbausohle angesetzt. Im selben Jahr wurde am Schacht Jacob eine Wasserhaltungsdampfmaschine aufgestellt. Im Jahr 1857 war die 1. Sohle in Schacht Jacob wieder wasserfrei, die Sümpfungsarbeiten wurden weiter fortgesetzt. Im darauffolgenden Jahr wurde der Abbau an Schacht Jacob erneut begonnen. In diesem Jahr wurden weitere Ausrichtungsarbeiten getätigt. Es wurden Querschläge nach Süden und Norden aufgefahren. Da die Wasserzuflüsse auf dem Bergwerk sehr stark waren, plante man, die beiden Schächte unter Tage miteinander zu verbinden und die Wasserhaltung zu konzentrieren. Im Jahr 1859 erfolgte auf der Wettersohle der Durchschlag zwischen den Schächten Jacob und Franz. Dadurch konnte die Bewetterung der Grubenbaue verbessert werden. Der Durchschlag auf der ersten Tiefbausohle zwischen beiden Schächten war zwar geplant, aber noch nicht erfolgt. Um den Kohlenabsatz zu verbessern, wurde ein Teil der Kohlen über die Ruhr verschifft und der andere Teil mittels eines leichten Schienenweges zum Bahnhof der Prinz-Wilhelm Eisenbahn transportiert. Im Jahr 1860 wurden die Teufarbeiten an Schacht Jacob wieder aufgenommen und der Schacht wurde tiefer geteuft. Dem Bergwerk fehlte in dieser Zeit ein ausreichender Absatzweg, auch gab es keine genügenden Aussichten auf Verbesserung der schlechten Absatzlage. Zu diesem Zeitpunkt war der Kaufmann Ernst Nedelmann aus Mülheim Repräsentant der Gewerkschaft. Im Jahr darauf wurde im Schacht Jacob bei einer Teufe von 96 Metern (−38 m NN) die 3. Sohle angesetzt. Noch im selben Jahr erfolgte auf dieser Sohle der Durchschlag mit der 1. Tiefbausohle von Schacht Franz. Im Juni des Jahres 1863 kam es zu Problemen mit der Wasserhaltung, infolgedessen soff die Grubenbaue ab und mussten gesümpft werden. Nachdem die Sümpfungsarbeiten durchgeführt worden waren, wurde der Abbau am 24. Dezember desselben Jahres wieder aufgenommen. Da das Bergwerk noch immer keinen Eisenbahnanschluss hatte, wurden die geförderten Kohlen weiterhin Übertage bis zur Ruhr transportiert, von dort mittels Schiff bis nach Essen-Kupferdreh und dort dann weiter bis zum Bahnhof Kupferdreh. Im November des Jahres 1864 kam es zu einem Wassereinbruch, woraufhin die Grube langsam absoff. Vergeblich versuchte man im darauffolgenden Jahr, das Grubenwasser mittels Wasserkästen, welche mit der Fördermaschine des Franzschachtes bewegt wurden, zu heben. Dennoch wurde in diesem Jahr oberhalb des Wasserstandes im geringen Umfang Abbau betrieben. Da die Wasserhebung am Schacht Franz keinen Erfolg brachte, wurde die Druckpumpe am Schacht Jacob durch die Verstärkung des Kolbens modifiziert. Mit dieser Pumpe konnten ab Juni zunächst die Wässer kurz gehalten werden. Allerdings kam es im November desselben Jahres zu einem Kolbenbruch, sodass die Grubenbaue bis zur Stollensohle absoffen. Um die Wässer erneut heben zu können, beabsichtigten die Gewerken eine stärkere Wasserhaltungsmaschine installieren zu lassen, um damit die Grubenwässer abpumpen zu können. Ab September des Jahres 1866 wurde mit dem Sümpfungsarbeiten begonnen. Auch in den Folgejahren kam es wiederholt zu Wassereinbrüchen.

### Die letzten Jahre
Ab Januar des Jahres 1867 wurde wieder mit der Förderung begonnen. Die im Südosten hereinfließenden Wassermassen wurden mit einem Damm abgesperrt. Im selben Jahr wurden die Teufarbeiten an Schacht Jacob wieder aufgenommen und der Schacht wurde tiefer geteuft. Im Jahr 1869 kam es zu Betriebseinschränkungen, der Grund hierfür war der stockende Absatz. Da das Bergwerk noch keinen eigenen Bahnanschluss hatte, war man gezwungen die Kohlen über die Ruhr zu verschiffen. Da es in diesem Jahr hier zu einem Engpass wegen fehlender Ruhrschiffe kam, war die Ruhrniederlage schon recht bald überfüllt. Im selben Jahr wurde die Gewerkschaft insolvent und ging in den Konkurs. Im Jahr 1870 wurden die Teufarbeiten an Schacht Franz wieder aufgenommen und der Schacht wurde tiefer geteuft. Im Jahr 1872 wurde im Schacht Franz bei einer Teufe von 219 Metern (−136 m NN) die 2. Tiefbausohle angesetzt. Außerdem erhielt das Bergwerk in diesem Jahr einen Eisenbahnanschluss. Wegen erneuter Schwierigkeiten mit der Wasserhaltung war das Bergwerk in der Zeit vom 6. März bis zum 1. Mai des Jahres 1877 außer Betrieb. Am Schacht Jacob war der Abbau beendet, der Schacht wurde stillgelegt und weiterhin nur zur Bewetterung genutzt. Im Juni des Jahres 1879 kam es erneut zu einem Wassereinbruch, infolgedessen wurde die Förderung für fünf Monate eingestellt und erst am 6. Dezember desselben Jahres wieder aufgenommen wurde. Am 13. Mai des Jahres 1880 konsolidierte die Zeche Vereinigte Wasserschneppe mit den Zechen Nottekampsbank II und Vereinigte Flor & Flörchen zur Zeche Heisinger Mulde.

## Förderung und Belegschaft
Die ersten bekannten Förderzahlen des Bergwerks stammen aus dem Jahr 1819, es wurden 8858 Tonnen Steinkohle gefördert. Die ersten bekannten Belegschaftszahlen stammen aus dem Jahr 1820, in diesem Jahr waren 132 Bergleute auf dem Bergwerk beschäftigt. Im Jahr 1853 wurden 9257 Tonnen Steinkohle gefördert. Im Jahr 1858 waren 120 Beschäftigte auf dem Bergwerk. Im Jahr 1860 wurde mit 109 Beschäftigten eine Förderung von 28.826 Tonnen Steinkohle erbracht. Im Jahr 1865 sank die Förderung auf 5523 Tonnen Steinkohle. Im Jahr 1867 wurde eine Förderung von 28.650 Tonnen Steinkohle erbracht, die Belegschaftszahl lag in diesem Jahr bei 170 Beschäftigten. Im Jahr 1870 wurden mit 156 Beschäftigten 34.240 Tonnen Steinkohle gefördert. Im Jahr 1875 waren 233 Beschäftigte auf dem Bergwerk, die Förderung lag in diesem Jahr bei 44.902 Tonnen Steinkohle. Die maximale Förderung des Bergwerks wurde im Jahr 1878 erbracht. In diesem Jahr wurden mit 246 Beschäftigten 53.199 Tonnen Steinkohle gefördert. Dies sind auch gleichzeitig die letzten bekannten Belegschafts- und Förderzahlen des Bergwerks.